# Eduard Novák
Eduard Novák (* 27. November 1946 in Buštěhrad, Tschechoslowakei; † 21. Oktober 2010) war ein tschechischer Eishockeyspieler, der über viele Jahre für Poldi SONP Kladno und die tschechoslowakische Nationalmannschaft auf dem rechten Flügel spielte. Nach seinem Karriereende arbeitete er als Eishockeytrainer und betrieb ein Geschäft für Sportartikel.

## Karriere als Spieler
Eduard Novák absolvierte während seiner Zeit in der höchsten Spielklasse der Tschechoslowakei 560 Ligaspiele in 16 Spielzeiten und erzielte dabei 306 Tore. Er begann seine Karriere bei Poldi Kladno und spielte später jeweils eine Saison für Dukla Kosice (1965/66), Dukla Pisek (1966/67) TJ Gottwaldov (1980/81). Dabei gewann er fünf tschechoslowakische Meistertitel mit Kladno (1975–78 und 1980). Nach diesen Erfolgen erhielt Novák die Erlaubnis, ins westliche Ausland zu wechseln. Seine erste Station im Ausland war der EC Klagenfurt (1981/82), später wechselte er zum japanischen Klub Furukawa Denko (1982–84) und schließlich zum Duisburger SC in der Spielzeit 1984/85.
Neben seiner Karriere auf Vereinsebene hatte Eduard Novák auch große Erfolge bei internationalen Titelkämpfen. Mit der tschechoslowakischen Herrenauswahl gewann er zwei Medaillen bei Olympischen Winterspielen und fünf Medaillen bei Weltmeisterschaften. Seine erste Berufung in das Nationalteam erhielt er für die Eishockey-Weltmeisterschaft 1971 (Gewinn der Silbermedaille) und nahm ab diesem Zeitpunkt regelmäßig an der Weltmeisterschaft teil. Ein Jahr später wurde er in den Kader für die Olympischen Winterspiele 1972 berufen und gewann die Bronzemedaille. 1976 folgte eine weitere Olympiateilnahme, bei der er mit der tschechoslowakischen Auswahl die Silbermedaille gewann. Im Nationaltrikot erzielte er in 113 Länderspielen 48 Tore für die Tschechoslowakei.

## Karriere als Trainer
Seit dem Ende seiner Karriere arbeitete Novák als Trainer. In der Saison 1986/87 trainierte er seinen Heimatverein Poldi Kladno. Zu Beginn der Spielzeit 1988/89 übernahm er den TJ Gottwaldov und betreute diesen Verein zwei Jahre lang. Später kehrte er nach Kladno zurück, bevor er am Ende der Saison 1992/93 an der Bande des HC Škoda Plzeň stand. Während der Saison 1993/94 übernahm er das Traineramt beim EV Duisburg und kehrte damit zu seiner letzten Spielerstation zurück. Sein Engagement bei den Füchsen endete während der folgenden Saison, er kehrte aber im Laufe der Spielzeit 1997/98 zurück. Nach seinem ersten Engagement in Duisburg trainierte Novák kurzzeitig auch die Schalker Haie. Zudem kümmerte er sich um seinen Sportartikel-Laden, den er zusammen mit František Kaberle senior betrieb. In der Spielzeit 1996/97 wurde er erneut Cheftrainer beim HC Zlín. Im Dezember 1997 trat er zurück und übernahm im Sommer 1999 den Zweitligisten HC Kralupy nad Vltavou. Aber auch dort war er nicht lange beschäftigt, sondern kehrte im Dezember 1999 nach Kladno zurück und trainierte die Mannschaft des HC Kladno bis zum Ende der Spielzeit 2000/01. Seither betrieb er zusammen mit František Kaberle senior eine Eishockeyschule in Mariánské Lázně. Am 21. Oktober 2010 verstarb Novák im Schlaf an den Folgen eines Herzinfarkts. Am 28. Oktober 2010 wurde er in Kladno beigesetzt.

## Erfolge und Auszeichnungen
- Tschechoslowakischer Meistertitel 1975–78 und 1980
- Goldmedaille bei den Weltmeisterschaften 1976 und 1977
- Silbermedaille bei den Weltmeisterschaften 1971, 1975
- Bronzemedaille bei den Weltmeisterschaften 1973